# Ан-34
АН-34 (АН-24Т) — військово-транспортний літак, розроблений в АНТК імені Олега Антонова. Призначений для перевезення вантажів, солдатів або десантників, а також для перевезення поранених. Може використовуватися як допоміжний бомбардувальник.

## Історія розробки
У 1961 році один літак Ан-24 був переобладнаний в транспортний. Пасажирський салон був перероблений у вантажну кабіну, підлогу посилили за допомогою фанери. У правому борті додали вантажні двері. Перший політ літак зробив 4 вересня 1961 року, за штурвалом якого знаходилися льотчики-випробувачі Юрій Володимирович Курлін і А. М. Циганков. У липні 1962 року літак був представлений на Державні випробування, які виявили ряд недоліків. У лютому 1965 року був переобладнаний ще один Ан-24. Тепер уже з металевою підлогою у вантажній кабіні, люком в хвостовій частині фюзеляжу. Для кращого завантаження/розвантаження літак оснастили навантажувальним пристроєм на стелі. Уздовж бортів встановили відкидні сидіння для десантників. Також літак мав збільшений запас палива.
Провідним конструктором по розробці літака був призначений Віктор Олексійович Сумцов. Новий літак дістав назву Ан-34 (Ан-24Т). З 16 червня по 10 листопада 1965 року проводилися Державні випробування. Серійне виробництво було організоване на Іркутському авіазаводі. Виробництво літака тривало до 1971 року. З 1965 року по 1971 було випущено 226 машин, з них 62 в модифікації Ан-24РТ.

## Технічний опис
Фюзеляж типу напівмонокок. Силова конструкція складається з набору стрингерів і балок. Замість клепки застосовані клеєзварні з'єднання. Перетин фюзеляжу утворено двома дугами різного діаметра. В носовій частині фюзеляжу розташована кабіна екіпажу. За нею розміщена вантажна кабіна. У хвостовій частині є вантажний люк розміром 1400х2720 мм.
Крило - трапецієподібної форми в плані, кесонного типу, великого подовження. Крило складається з двох лонжеронів. На центроплані розташовується два відхиляючихся однощілинних закрилки, а на консолях - два 2 висувних двощілинних закрилки. Також на консолях розміщені два розрізних елерона. Хвостове оперення-традиційне, доповнене підфюзеляжним кілем.
Шасі літака - триопорне: дві головних опори і одна передня. Подвійні колеса на кожній стійці. Тиск усередині шин регулюється в польоті і на землі.
Силова установка складається з двох турбогвинтових двигунів АІ-24Т з чотирилопатевими повітряними гвинтами АВ-72Т і агрегату автономного запуску ТГ-16. Діаметр гвинтів 3,9 м. Потужність кожного двигуна на злітному режимі - 2550 к.с. Паливо розміщується в чотирьох м'яких баках у центроплані.

## Технічні характеристики
Джерело: 
Основні характеристики
- Екіпаж: 4 чоловіка
- Пасажиромісткість: 37 солдатів, або 33 десантника, або 24 поранених на носилках.
- Вантажопідйомність: 5000 кг
- Довжина:
- Висота: 8,32 м
- Розмах крила: 29,20 м

- Площа крила: 74,98 м²
- Крило у плані: трапецієподібне
- Нормальна злітна маса: 20000 кг
- Максимальна злітна маса: 21000 кг
- Маса палива у внутрішніх баках: 4190 кг
- Силова установка: 2 × Турбогвинтовий АІ-24Т  2550 к.с. ( 1875 кВт)
- Повітряний гвинт: АВ-72Т
- Діаметр гвинта: 3,9 м
- Допоміжна силова установка: 1 × Газотурбінний ТГ-16

Льотні характеристики
- Крейсерська швидкість: 420 км/год
- Практична дальність: 620 км
- Перегінна дальність: 1890 км
- Довжина розгону: 640 м
- Довжина пробігу: 610 м

Озброєння
- Точки підвіски: 4 балкових тримачі БДЗ-34
- Бомби: калібром до 500 кг

## Модифікації
- Ан-24 "Троянда" - летюча лабораторія для відпрацювання обладнання для пошуку підводних човнів. У 1968 році переобладнано 1 Ан-34.
- Ан-24РТ - військово-транспортний літак з додатковим двигуном РУ-19А-300. У 1969-1971 роках на Іркутському авіазаводі виготовлено 62 літаки.

## Катастрофи
За даними на  лютий 2010 року було втрачено п'ять літаків типу Ан-34 (An-24T).
| Дата     | Бортовий номер | Місце катастрофи | Жертви   | Короткий опис                                                          |
| -------- | -------------- | ---------------- | -------- | ---------------------------------------------------------------------- |
| 16.05.72 | CPCP-б/н 05    | Свєтлогорськ     | 8+27 / 8 | Літак на малій висоті зачепив крилом дерево і впав на дитячий садочок. |
| 08.03.81 | CPCP-46280     | Курськ           | ? / ?    | Літак втратив висоту і зіткнувся з деревами.                           |